# ساشا لین
ساشا بیانکا لین (انگلیسی: Sasha Bianca Lane؛ زادهٔ ۲۹ سپتامبر ۱۹۹۵) بازیگر آمریکایی است. او نخستین حضور سینمایی خود را در فیلم موفق عزیز آمریکایی (۲۰۱۶) تجربه کرد و با بازی در نقش شکارچی C-۲۰ در فصل اول مجموعه تلویزیونی لوکی که در دنیای سینمایی مارول واقع شده‌است، به شناخت بیشتری دست یافت. وی همچنین در موزیک ویدئو‌های «خیلی خسته» آلیشا کیز، «پیش از آنکه بروی» از لوئیس کاپالدی و فیلم موسیقی اگر نمی‌توانم عشق داشته‌باشم، قدرت می‌خواهم که درباره آلبومی به همین نام از هالزی است، حضور داشته‌است.

## زندگی‌نامه
ساشا لین در هیوستون، تگزاس متولد و در دالاس، تگزاس بزرگ شد. پدرش آفریقایی-آمریکایی و مادرش که اهل نیوزلند است، مائوری تبار است. پس از طلاق والدینش در کودکی، او نزد مادرش ماند و به فریسکو، تگزاس نقل‌مکان کرد. او در دبیرستان لیبرتی حضور یافت جایی‌که او در بسکتبال و دو و میدانی نیز فعالیت می‌کرد. لین در سال ۲۰۱۴ از دبیرستان فارغ‌التحصیل شد و به دانشگاه ایالتی تگزاس در سن مارکوس رفت، اما آن را ترک کرد.
در سال ۲۰۱۸، لین خود را لزبین توصیف کرد، او قبلا خود را دوجنس‌گرا می‌نامید. او در سال ۲۰۲۰، صاحب یک دختر شد.
لین دارای اختلال اسکیزوافکتیو است. او از سال ۲۰۱۶، در لس آنجلس زندگی می‌کند.

## فیلم‌شناسی

### فیلم
| سال  | عنوان                                     | نقش         | یادداشت     |
| ---- | ----------------------------------------- | ----------- | ----------- |
| ۲۰۱۶ | عزیز آمریکایی                             | استار       |             |
| ۲۰۱۷ | زاده‌شده در گرداب                          | ربکا        | فیلم کوتاه  |
| ۲۰۱۸ | آموزش اشتباه کامرون پست                   | جین         |             |
| ۲۰۱۸ | قلب‌ها بلند می‌تپند                         | رز          |             |
| ۲۰۱۸ | میگو                                      | دومیناتریکس | فیلم کوتاه  |
| ۲۰۱۸ | بعد از همه‌چیز                             | لیندسی      |             |
| ۲۰۱۹ | دنیل واقعی نیست                           | کسی         |             |
| ۲۰۱۹ | پسر جهنمی                                 | آلیس مونهن  |             |
| ۲۰۲۱ | اگر نمی‌توانم عشق داشته باشم، قدرت می‌خواهم | غیب‌گو       | فیلم موسیقی |

### تلویزیون
| سال  | عنوان          | نقش         | یادداشت                |
| ---- | -------------- | ----------- | ---------------------- |
| ۲۰۲۰ | داستان‌های عجیب | آلیا        | قسمت: «نشانه‌های زندگی» |
| ۲۰۲۰ | آرمان‌شهر       | جسیکا       | ۸ قسمت                 |
| ۲۰۲۱ | لوکی           | شکارچی C-۲۰ |                        |

## جوایز
| سال  | جایزه                     | رده‌بندی                                        | کار           | نتیجه    |
| ---- | ------------------------- | ---------------------------------------------- | ------------- | -------- |
| ۲۰۱۶ | جایزه گاتهام              | بهترین بازیگر                                  | عزیز آمریکایی | نامزدشده |
| ۲۰۱۶ | جوایز فیلم مستقل بریتانیا | بهترین بازیگر جوان در یک فیلم مستقل بریتانیایی | عزیز آمریکایی | پیروز    |
| ۲۰۱۷ | جایزه ایندیپندنت اسپیریت  | بهترین بازیگر زن                               | عزیز آمریکایی | نامزدشده |